# Thermopsis villosa
Thermopsis villosa är en ärtväxtart som först beskrevs av Thomas Walter, och fick sitt nu gällande namn av Merritt Lyndon Fernald och Bernice Giduz Schubert. Thermopsis villosa ingår i släktet lupinväpplingar, och familjen ärtväxter. Inga underarter finns listade i Catalogue of Life.

## Bildgalleri

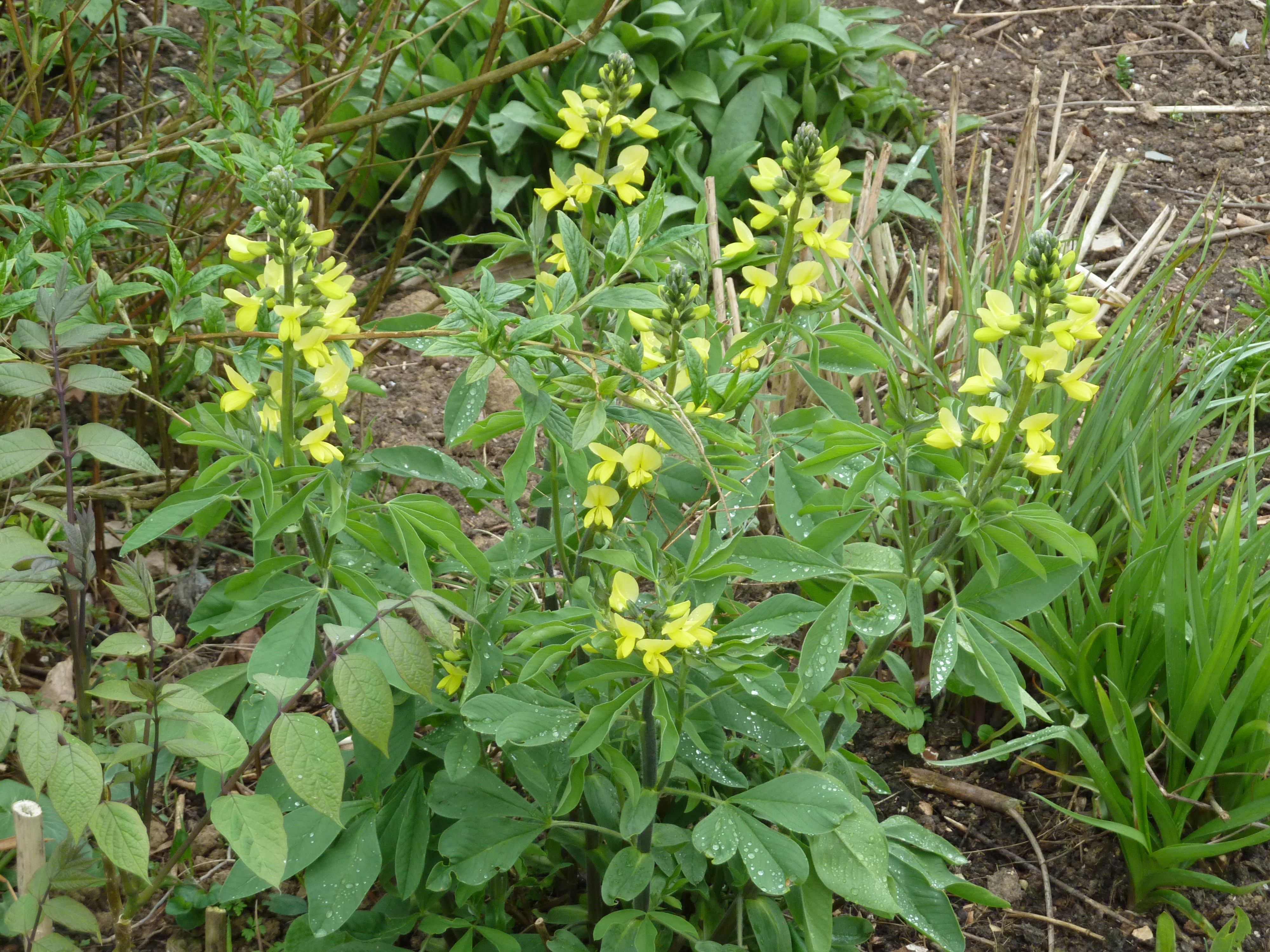